# Eccidio del Ponte degli Allocchi
L'eccidio del Ponte degli Allocchi è stata una strage fascista perpetrata il 25 agosto 1944 a Ravenna dai militi della XXIX Brigata Nera "Ettore Muti" e nella quale furono assassinati dodici tra partigiani ed antifascisti.

## Antefatti
Nell'estate del 1944 a Ravenna e provincia la lotta di Liberazione, con il progressivo avanzare degli Alleati verso nord, stava prendendo sempre più piede. La vicinanza della popolazione civile nel ravennate alla Resistenza locale è testimoniata dai continui scioperi, dai sabotaggi, dalle bassissime adesioni all'Organizzazione Todt oltreché dall'astensione dalla trebbiatura del grano, ritenuta di vitale importanza dai tedeschi per l'approvvigionamento delle truppe dopo la riconquista sovietica dell'Ucraina. 
Dalla primavera 1944 le formazioni partigiane locali, guidate da Arrigo Boldrini "Bulow", avevano intrapreso poi una campagna di attacchi mirati contro i repubblichini mediante la creazione di apposite squadre "GAP volante", inquadrate all'interno della 28ª Brigata GAP. Questo tipo di tattica di guerriglia a bassa intensità si conformava perfettamente alle esigenze della Resistenza ravennate, costretta a dover combattere in aperta pianura, alla facile mercé dei nazifascisti. Ai primi colpi messi a segno dai partigiani i fascisti ravennati, ed in particolare il loro braccio armato la XXIX Brigata Nera "Ettore Muti" comandata da Giacomo Andreani, rispondono con una serie di esecuzioni in città e nei dintorni contro partigiani o sospetti antifascisti. Il 18 luglio venne torturato ed ucciso dalla Brigata Nera il comandante del GAP volante, il ventenne Walter Suzzi "Sputafuoco". Dieci giorni dopo i gappisti uccisero sotto casa sua Primo Tabanelli, noto brigatista nero ravennate. Tre giorni più tardi i fascisti assassinarono per rappresaglia tre uomini, due dei quali scelti a caso, per rappresaglia sotto la casa del defunto Tabanelli. Nelle settimane successive si susseguirono altri agguati ed omicidi da ambo le parti.
La mattina del 18 agosto 1944 il nuovo comandante dei "GAP volante" Umberto Ricci "Napoleone" s'incontrò con la partigiana Natalina Vacchi (non è certo che la partigiana fosse proprio Natalina Vacchi, altre fonti confermano che fosse un'altra staffetta che riuscì a fuggire alla cattura) per un appostamento al ponte degli Allocchi, situato lungo la circonvallazione di Ravenna, a breve distanza da Porta Gaza. Obiettivo dei due era il noto brigatista nero Leonida Bedeschi, soprannominato Cativéria. Come il repubblichino comparve in sella alla sua moto, Ricci estrasse improvvisamente la pistola e lo uccise. Immediatamente dopo i due partigiani fuggirono, tuttavia il gappista, che sfrecciava in bicicletta, venne casualmente intercettato da un gruppo di tedeschi a bordo di un'automobile. Una volta scorto il cadavere di Bedeschi i nazisti compresero quanto successo ed allertarono immediatamente la Brigata Nera ravennate.
Una volta giunti al ponte degli Allocchi i fascisti iniziarono a pestare Ricci, dopodiché lo tradussero alla sede della Brigata Nera. Qui il gappista, sprovvisto di documenti, venne perquisito. Dopo avergli ritrovato addosso una lista con tre nomi di noti fascisti ravennati, uno dei quali era proprio Bedeschi, Ricci fu preso in carico da un gruppo di fascisti tra cui Giacomo Andreani, capo della Brigata Nera ravennate. Nel corso dell'interrogatorio "Napoleone" riuscì ad evadere, tuttavia venne bloccato poco dopo dagli stessi repubblichini. Nei giorni seguenti i fascisti operarono un numero impressionante di arresti, circa quattrocento, contro donne e uomini accusati di essere antifascisti o presunti tali. I fermi furono accompagnati da violenze, minacce e furti, a danno non solo degli arrestati ma anche delle famiglie. A cadere nella rete tesa dai repubblichini vi fu anche Natalina Vacchi. Nel frattempo Ricci, sempre rinchiuso nella caserma, fu ripetutamente torturato dai fascisti con percosse ed iniezioni. Nei pochi momenti lasciato solo riuscì a scrivere una serie di lettere rivolte alla madre.

## La strage

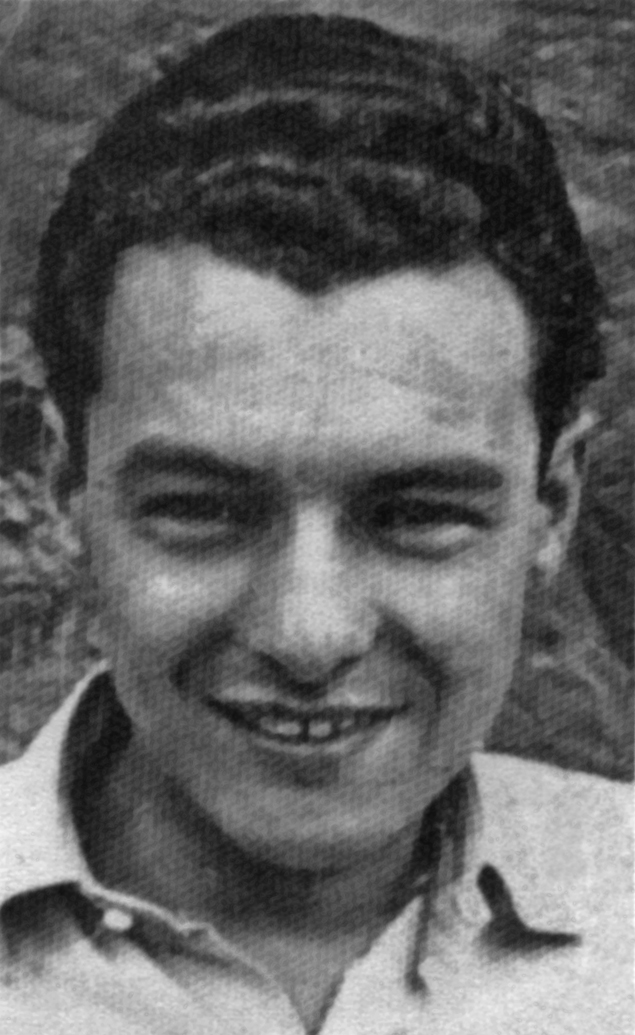
Umberto Ricci

Il 24 agosto, dopo giorni di arresti, interrogatori e torture, tutte le massime autorità repubblichine di Ravenna convennero di fucilare dodici tra le quattrocento persone fermate nei giorni precedenti. Tra i prescelti per essere giustiziati, oltre Ricci e la Vacchi, vi erano il professor Mario Montanari, dirigente dell'Azione Cattolica e tesserato del Partito d'Azione, Michele Pascoli, dirigente del Partito Comunista Italiano, Domenico Di Janni, Augusto Graziani, Raniero Ranieri, Valsano Sirilli e Giordano Valicelli.
La sera del 24 agosto i brigatisti ordinarono ad alcuni operai di una società telefonica di piantare due pali sul ponte degli Allocchi. All'alba del giorno seguente un gruppo di dodici condannati venne condotto sul luogo dove una settimana prima era stato ucciso Bedeschi. Uno dei prigionieri, Montanari, approfittando di un attimo di distrazione dei suoi carcerieri, tentò la fuga lungo le rive del canale del Molino, venendo abbattuto dalle raffiche di mitra sparate da due militi fascisti, uno dei quali era Sergio Morigi. Subito dopo i fascisti fecero salire sulle due forche Ricci e la Vacchi e immediatamente li impiccarono. I restanti nove uomini vennero fatti allineare lungo le paratie del ponte e fucilati da un plotone d'esecuzione comandato da Andreani.
Nelle ore successive alla strage i repubblichini fecero affiggere un manifesto nel quale reclamavano la legittimità della loro azione a seguito dell'uccisione nelle settimane precedenti di sette loro commilitoni da parte dei partigiani e per il fatto che fosse stata ritrovata addosso a Ricci una lista con alcuni nomi di fascisti da uccidere. La madre di Natalina Vacchi, una volta conosciuta la sorte della figlia, si recò al ponte degli Allocchi a reclamarne il corpo. Visto il diniego da parte dei fascisti, si mise sotto il cadavere, sorreggendolo tutto il giorno.
Le lettere scritte da Ricci durante la sua permanenza in carcere riuscirono incredibilmente ad essere salvate. Nel 1952 vennero pubblicate nel saggio Lettere di condannati a morte della Resistenza italiana (8 settembre 1943 - 25 aprile 1945).
Cinque uomini, tutti arrestati nel corso delle retate che seguirono la morte di Bedeschi, verranno impiccati il 26 agosto a Camerlona dai tedeschi.

## Vittime

Natalina Vacchi

- Domenico Di Janni
- Augusto Graziani
- Mario Montanari
- Michele Pascoli
- Raniero Ranieri
- Umberto Ricci
- Aristodemo Sangiorgi
- Valsano Sirilli
- Natalina Vacchi
- Giordano Vallicelli
- Edmondo Toschi
- Pietro Zotti

## Risvolti processuali
Nel dopoguerra furono in tutto una quindicina i fascisti che finirono a processo, alcuni dei quali in contumacia, per la strage del ponte degli Allocchi.
Nel febbraio 1947 Giacomo Andreani fu dichiarato colpevole di collaborazionismo col nemico e di aver ordinato e partecipato alla strage del ponte degli Allocchi e condannato in contumacia alla pena di morte. La condanna fu poi ridotta a dieci anni di carcere nel 1954. Nel settembre 1959, con una declaratoria, il tribunale di Ravenna dichiarò estinto il suddetto reato.
Sergio Morigi fu riconosciuto colpevole di collaborazionismo e di aver partecipato alla strage del ponte degli Allocchi; fu condannato dalla Corte d'Assise Straordinaria di Ravenna alla pena di morte mediante fucilazione alla schiena il 20 luglio 1945. La sentenza fu eseguita il 12 ottobre dello stesso anno.
Antonio Capanna fu riconosciuto colpevole di collaborazionismo e di aver partecipato alla strage del ponte degli Allocchi; fu condannato dalla Corte d'Assise Straordinaria di Ravenna alla pena di morte mediante fucilazione alla schiena il 4 agosto 1945. La sentenza fu eseguita il 23 dicembre dello stesso anno.
Gli altri imputati, nonostante le pesanti condanne iniziali, riusciranno nel giro di pochi anni a riguadagnare la libertà grazie ad amnistie, condoni, sconti di pena e ritrattazioni dei testi.

## Monumenti ed omaggi
Il 25 agosto 1945 venne scoperta una lapide nei pressi del luogo dell'eccidio. Nel 1981 nel medesimo sito fu inaugurato il Complesso monumentale Omaggio alla Resistenza, realizzato dallo scultore Giò Pomodoro. A breve distanza, sul luogo dell'assassinio di Mario Montanari, sorge una piccola stele a suo ricordo.
Umberto Ricci fu decorato con la medaglia d'argento al valor militare e Natalina Vacchi con la medaglia di bronzo al valor militare.